# Sous le signe des Mousquetaires
 (août 2020).
Si vous disposez d'ouvrages ou d'articles de référence ou si vous connaissez des sites web de qualité traitant du thème abordé ici, merci de compléter l'article en donnant les références utiles à sa vérifiabilité et en les liant à la section « Notes et références ».
Sous le signe des Mousquetaires (アニメ三銃士, Anime Sanjushi) est une série télévisée d'anime de cape et d'épée en 52 épisodes de 24 minutes, d'après la trilogie de romans d'Alexandre Dumas commencée avec Les Trois Mousquetaires, produite par les studios Gakken et diffusée entre le 9 octobre 1987 et le 17 février 1989 sur NHK.
Au Québec, la série a été diffusée à partir du 3 septembre 1989 à la Télévision de Radio-Canada, et en France à partir du 12 septembre 1989 sur La Cinq dans l'émission Youpi ! L'école est finie.

## Synopsis
D'Artagnan quitte son village natal en Gascogne pour se rendre à Paris, afin de trouver un éléphant et de le ramener à son village pour montrer le plus gros animal du monde. À son arrivée, il se querelle avec Athos, Porthos et Aramis, et les provoque en duel. À l'heure du rendez-vous, ils sont dérangés par les Gardes du cardinal, appliquant l'interdiction des duels décrétée par le roi. Faisant front de concert, ils deviennent finalement amis et prennent pour devise « Un pour tous, tous pour un ».
Par la suite, dans son périple pour devenir mousquetaire, d'Artagnan rencontrera Constance Bonacieux, femme de chambre de la reine pour laquelle il sera amené à remplir une mission, celle de récupérer les ferrets que cette dernière a offert au duc de Buckingham, alors Premier ministre d'Angleterre. C'est pour approcher Constance que D'Artagnan décide de rentrer chez les mousquetaires du roi.

## Épisodes

### Première partie
1. À Paris sur les traces de l’éléphant
2. Une lettre d’Angleterre
3. D’Artagnan rencontre les 3 mousquetaires
4. Le Bain d’Aramis
5. Pris au piège à cause d’une lettre d’amour
6. La Fuite de Paris
7. D’Artagnan déménage
8. Aramis au petit châtelet
9. La Mère de Jean
10. La Chasse à Versailles
11. L’Épée brisée
12. L’Aspirant mousquetaire
13. Qui est l’espion ?
14. Départ pour l’Angleterre
15. Un voyage semé d’embûches
16. Une course folle
17. Un pour tous
18. Les Funérailles de D’Artagnan
19. L’Embarquement à Calais
20. D’Artagnan traverse la Manche
21. Les Ferrets de la reine
22. La Corneille de la tour de Londres
23. Milady s’évade
24. Milady contre-attaque
25. Tempête sur la Manche
26. Grand bal au Louvre
27. Le Premier Rendez-vous
28. La Revanche de Milady
29. Le Bourdon de Notre-Dame
30. L’Assassinat du duc de Buckingham
31. La Punition de Milady

### Seconde partie
1. Le Mystérieux Masque de fer
2. Les Bijoux de l’actrice
3. Arrêtez le masque de fer
4. La Maladresse de D’Artagnan
5. Le Défi du Masque de fer
6. D’Artagnan le grand détective
7. Le Tailleur disparu
8. Le Masque de fer au donjon
9. Le Faux Roi
10. Le Complot de Milady
11. La Trahison d’Aramis
12. L’Arrestation d’Athos
13. Qui est le Masque de fer ?
14. Le Secret d’Aramis
15. L’Évasion du Masque de fer
16. Jean en danger
17. La Forteresse de la mer
18. Les Mousquetaires aux arrêts
19. La Traversée de l’éléphant
20. Duel sur la falaise
21. Au revoir D’Artagnan

## Voix françaises
- Anne Kerylen : Narratrice / Milady / Anne d'Autriche
- Thierry Bourdon : D'Artagnan
- Maurice Decoster : Athos / M. Bonacieux / Louis XIII / prince Philippe
- Anneliese Fromont : Aramis / Marthe / Patrick
- Stéphane Bazin : Porthos / le duc de Buckingham / le Masque de fer / Manson
- Nathalie Regnier : Constance Bonacieux
- Pierre Fromont : Richelieu / M. de Tréville
- Guylaine Gibert : Jean

Interprète du générique français : Michel Barouille
(générique japonais: Yume Bōken par Noriko Sakai)
 Source et légende : version française (VF) sur RS Doublage

## Commentaires
L'amour est un des principaux thèmes exploités dans cette histoire de façon généralement plus optimiste et idéaliste que dans le roman d'Alexandre Dumas.
Comme dans le roman, D'Artagnan, qui est un adolescent insouciant et fanfaron au début de l'histoire de la série, devient beaucoup plus mature au fur et à mesure que le temps passe. Il vit des mésaventures qui heurtent très profondément ses sentiments et ses convictions.

### Différences avec le livre
- Dans le dessin animé, Aramis est une femme qui se travestit. L'amour d'Aramis pour les arts et sa délicatesse dans le roman original ont peut-être influencé les producteurs. Cela permettra d'ajouter une intrigue amoureuse à l'histoire et ainsi faire augmenter la popularité de la série.

- L'aventure du Masque de fer se déroule seulement quelques mois après la fin de la précédente partie, alors qu'Alexandre Dumas les sépare de trente ans et traite de l'épisode dans Le Vicomte de Bragelonne.

- Constance n'est pas la femme de Bonacieux dans cette version, mais bien sa fille ce qui facilitera grandement la vision des producteurs sur la relation amoureuse entre elle et D'Artagnan.

- D'Artagnan est nettement plus jeune dans le dessin animé que dans le roman : il a tout juste quinze ans dans la première partie de la série, contre dix-neuf dans le roman.

- Un nouveau personnage fait son entrée pour remplacer Planchet dans les autres versions du roman : Jean, un enfant de neuf ans qui recherche sa mère enlevée, il y a quelques années, pour avoir aidé un protestant.

- Un film, inédit en France, a été produit : L'Aventure d'Aramis (Aramisu no Bōken) qui est aussi en deux parties : le passé d'Aramis puis l'histoire présente qui se situe un an après le dernier épisode de la série. On peut donc considérer que le film est la suite logique de Sous le signe des mousquetaires. Faits intéressants à propos du film : D'Artagnan respecte sa promesse faite envers Constance dans la série et revient en France, puis Jean retrouve sa mère.